# Nokturn b-moll op. 9 nr 1 (Chopin)
Nokturn b-moll op. 9 nr 1 – nokturn napisany przez Fryderyka Chopina, powstały w latach 1830–1831. Dedykowany był Marii Pleyel.